# Список эпизодов телесериала «Шерлок»
Список эпизодов британского телесериала «Шерлок». Сюжет основан на произведениях Артура Конан Дойла о Шерлоке Холмсе, но действия перенесены в наши дни.

## Обзор сезонов
| Сезон      | Серии      | Серии      | Даты показа   | Даты показа     | Зрители Великобритании (млн.) | Зрители США (млн.) |
| Сезон      | Серии      | Серии      | Первая серия  | Последняя серия | Зрители Великобритании (млн.) | Зрители США (млн.) |
| ---------- | ---------- | ---------- | ------------- | --------------- | ----------------------------- | ------------------ |
| 1          | 3          | 3          | 25 июля 2010  | 8 августа 2010  | 8,37                          | 5,6                |
| 2          | 3          | 3          | 1 января 2012 | 15 января 2012  | 10,23                         | 4,4                |
| 3          | 3          | 3          | 1 января 2014 | 12 января 2014  | 11,82                         | 6,6                |
| Спецвыпуск | Спецвыпуск | Спецвыпуск | 1 января 2016 | 1 января 2016   | 11,64                         | 3,4                |
| 4          | 3          | 3          | 1 января 2017 | 15 января 2017  | 10,00                         | N/A                |

## Эпизоды

### Сезон 1 (2010)
| № общий | № в сезоне | Название                                 | Режиссёр     | Автор сценария | Дата премьеры  | Зрители в Великобритании (млн) |
| --- | ---------- | ---------------------------------------- | ------------ | -------------- | -------------- | ------------------------------ |
| 1 | 1          | «Этюд в розовых тонах» «A Study in Pink» | Пол Макгиган | Стивен Моффат  | 25 июля 2010   | 8,70                           |
| Врач Джон Ватсон, ветеран войны в Афганистане, возвращается в Лондон, где встречается с Шерлоком Холмсом — экстравагантным частным детективом. Вместе они расследуют серию загадочных смертей. Полиция считает эти смерти самоубийствами, но Холмс убеждён, что встретился с делом рук серийного убийцы. Основа — повесть «Этюд в багровых тонах». |            |                                          |              |                |                |                                |
| 2 | 2          | «Слепой банкир» «The Blind Banker»       | Эйрос Лин    | Стивен Томпсон | 1 августа 2010 | 7,74                           |
| Старый знакомый Холмса приглашает его расследовать таинственное появление непонятных знаков в запертой комнате. Вскоре становится ясной связь этих символов с убийствами, совершёнными в последнее время. Основа — повести «Знак четырёх», «Долина ужаса» и рассказ «Пляшущие человечки».                                                          |            |                                          |              |                |                |                                |
| 3 | 3          | «Большая игра» «The Great Game»          | Пол Макгиган | Марк Гэтисс    | 8 августа 2010 | 8,66                           |
| Напротив квартиры Холмса и Ватсона на Бейкер-стрит 221B происходит взрыв. Вскоре неизвестный террорист начинает с Шерлоком Холмсом страшную игру: тот должен за короткое время расследовать разнообразные преступления, иначе взрывы продолжатся. Основа — рассказы «Последнее дело Холмса» и «Чертежи Брюса-Партингтона».                         |            |                                          |              |                |                |                                |

### Сезон 2 (2012)
| № общий | № в сезоне | Название                                        | Режиссёр     | Автор сценария | Дата премьеры  | Зрители в Великобритании (млн) |
| --- | ---------- | ----------------------------------------------- | ------------ | -------------- | -------------- | ------------------------------ |
| 4 | 1          | «Скандал в Белгравии» «A Scandal in Belgravia»  | Пол Макгиган | Стивен Моффат  | 1 января 2012  | 10,66                          |
| Холмс и доктор Ватсон занимаются расследованием дела о шантаже, который угрожает свергнуть монархию. Они распутывают нити, ведущие к замыслам международных террористов, бесцеремонным агентам ЦРУ и заговору в верхах британского правительства. Шерлок вступает в дуэль интеллектов с Ирэн Адлер — таким же безжалостным и выдающимся игроком, как он сам. Основа — рассказ «Скандал в Богемии».                                                              |            |                                                 |              |                |                |                                |
| 5 | 2          | «Собаки Баскервиля» «The Hounds of Baskerville» | Пол Макгиган | Марк Гэтисс    | 8 января 2012  | 10,27                          |
| К Шерлоку за помощью обращается Генри Найт. В детстве он стал свидетелем гибели своего отца из-за гигантской собаки-монстра. С тех пор Генри преследуют ночные кошмары, а теперь к ним добавились ещё и страшные предчувствия. Шерлок и Ватсон отправляются в поместье Генри в Дартмур. Недалеко от него находится военная база «Баскервиль», на которой проводят сверхсекретные эксперименты. Основа — повесть «Собака Баскервилей», рассказ «Дьяволова нога». |            |                                                 |              |                |                |                                |
| 6 | 3          | «Рейхенбахский водопад» «The Reichenbach Fall»  | Тоби Хэйнс   | Стивен Томпсон | 15 января 2012 | 9,78                           |
| Давний противник Холмса Джим Мориарти проникает в Лондонский Тауэр, где выставлены драгоценности английской короны, нейтрализует охрану и разбивает витрину. Полицейские находят его сидящим на троне в королевской короне. В это же время Холмс получает от Мориарти сообщение: «Выходи — поиграем». Над преступником должен состояться суд, на котором Холмс будет выступать в качестве свидетеля. Основа — рассказ «Последнее дело Холмса».                  |            |                                                 |              |                |                |                                |

### Сезон 3 (2014)
| № общий | № в сезоне | Название                                | Режиссёр        | Автор сценария                              | Дата премьеры   | Зрители в Великобритании (млн) |
| --- | ---------- | --------------------------------------- | --------------- | ------------------------------------------- | --------------- | ------------------------------ |
| – | –          | «Долгих лет жизни» «Many Happy Returns» | Джереми Лавринг | Марк Гэтисс и Стивен Моффат                 | 24 декабря 2013 | –                              |
| Андерсон уверен, что Шерлок Холмс выжил после Рейхенбахского падения. Он рассказывает Лестрейду, что Шерлок причастен к цепи событий, протянувшейся от Тибета к Индии и Германии. Он уверяет Лестрейда, что Шерлок не может прекратить расследовать дела. Лестрейд уверяет его в гибели Шерлока и навещает Джона, который покинул Бейкер-стрит после смерти друга. Он отдаёт Джону некоторые вещи Шерлока, в том числе и видео-послание Шерлока на день рождения Джона. Мини-эпизод был показан онлайн и является приквелом к третьему сезону. Он не основан на рассказе Конан Дойла.                                       |            |                                         |                 |                                             |                 |                                |
| 7 | 1          | «Пустой катафалк» «The Empty Hearse»    | Джереми Лавринг | Марк Гэтисс                                 | 1 января 2014   | 12,72                          |
| Два года прошло с тех пор, как Джон Ватсон похоронил своего друга. С тех пор многое изменилось — он устроился на работу, нашёл невесту и отрастил усы. Андерсон, который всё это время считал Шерлока живым, организовал свой клуб, в котором поклонники Холмса делятся идеями о том, как он мог выжить. Шерлок возвращается в Лондон и разыскивает Джона. Тем временем некто готовится к тому, чтобы взорвать парламент Великобритании. Основа — рассказ «Пустой дом». |            |                                         |                 |                                             |                 |                                |
| 8 | 2          | «Знак трёх» «The Sign of Three»         | Колм Маккарти   | Стивен Томпсон, Стивен Моффат и Марк Гэтисс | 5 января 2014   | 11,38                          |
| Близится день свадьбы Джона и Мэри, и Шерлока пугает задача выступить с речью. В рамках выступления он рассказывает случаи, с которыми они сталкивались, в том числе историю солдата, за которым кто-то следил, а затем ударил ножом в запертой душевой кабинке, женщины, которая познакомилась с призраком, а также о мальчишнике, на котором они с Джоном напились и попали в отделение полиции. До окончания своей речи он понимает, что убийца присутствует среди гостей и намеревается убить одного из них. В конце праздника Шерлок сообщает Джону и Мэри, что их станет скоро трое. Основа — повесть «Знак четырёх». |            |                                         |                 |                                             |                 |                                |
| 9 | 3          | «Его прощальный обет» «His Last Vow»    | Ник Харран      | Стивен Моффат                               | 12 января 2014  | 11,38                          |
| Шерлок расследует дело, в котором фигурируют украденные письма. Это приводит Шерлока к опасному конфликту с Чарльзом Огастесом Магнуссеном — «Наполеоном шантажа», который знает личные слабости каждого важного человека в западном мире. В ходе расследования в Шерлока стреляет и чуть было не убивает кто-то, кого шантажировал Магнуссен. Шерлок и Джон пытаются добыть компромат из, казалось бы, неприступного места. Основа — рассказ «Конец Чарльза Огастеса Милвертона». Эпизод назван по аналогии с названием рассказа «Его прощальный поклон».                                                                  |            |                                         |                 |                                             |                 |                                |

### Специальный выпуск (2016)
| № | Название                                     | Режиссёр         | Автор сценария              | Дата премьеры | Зрители в Великобритании (млн) |
| --- | -------------------------------------------- | ---------------- | --------------------------- | ------------- | ------------------------------ |
| 10 | «Безобразная невеста» «The Abominable Bride» | Дуглас Маккиннон | Стивен Моффат и Марк Гэтисс | 1 января 2016 | 11,64                          |
| Действие эпизода происходит в 1895 году в Лондоне. К Шерлоку за помощью обращается инспектор Лестрейд. Он просит Холмса помочь с очень странным делом. Некий мистер Риколетти незадолго до кончины увидел свою жену в старом свадебном платье и очень удивился, ведь она покончила с собой всего за несколько часов до этой самой встречи. Свидетелем данного происшествия становится полицейский. Получается, что он видел призрак миссис Риколлетти и, что еще хуже, теперь она бродит по улицам, не в силах утолить жажду мести. Шерлок Холмс и доктор Ватсон должны проявить свои лучшие качества в схватке с врагом, на первый взгляд связанным с потусторонними силами, чтобы узнать правду о безобразной невесте. Название эпизода, действие которого происходит в Викторианской Англии, основано на цитате («Отчёт о кривоногом Риколетти и его безобразной жене») из «Обряда дома Месгрейвов», которая ссылается на дело, упомянутое Шерлоком Холмсом. |                                              |                  |                             |               |                                |

### Сезон 4 (2017)
| № общий | № в сезоне | Название                                  | Режиссёр        | Автор сценария              | Дата премьеры  | Зрители в Великобритании (млн) |
| --- | ---------- | ----------------------------------------- | --------------- | --------------------------- | -------------- | ------------------------------ |
| 11 | 1          | «Шесть Тэтчер» «The Six Thatchers»        | Рэйчел Талалэй  | Марк Гэтисс                 | 1 января 2017  | 11,33                          |
| Скотленд-Ярд занят расследованием загадочного дела, а Шерлока больше интересует одна деталь: кто-то планомерно уничтожает бюсты бывшего премьер-министра Маргарет Тэтчер. Основа — рассказы «Палец инженера» и «Жёлтое лицо». Эпизод назван по аналогии с названием рассказа «Шесть Наполеонов». |            |                                           |                 |                             |                |                                |
| 12 | 2          | «Шерлок при смерти» «The Lying Detective» | Ник Харран      | Стивен Моффат               | 8 января 2017  | 9,53                           |
| Шерлок столкнется с могущественным и неуязвимым Калвертоном Смитом – человеком, владеющим тайной, который пытается убить самого Шерлока Холмса. Оставшись без поддержки Ватсона, Шерлок как будто спустился в ад. Основа — рассказ «Шерлок Холмс при смерти». |            |                                           |                 |                             |                |                                |
| 13 | 3          | «Последнее дело» «The Final Problem»      | Бенджамин Карон | Стивен Моффат и Марк Гэтисс | 15 января 2017 | 9,06                           |
| Шерлок вынуждает Майкрофта рассказать об их сестре Эвр. После этого все трое направляются в Шерринфорд, где Эвр содержится под охраной. Вскоре тюрьма-больница оказывается под её контролем. Она заставляет Шерлока, Джона и Майкрофта выполнять её задания, ведь на кону судьба самолёта, в котором все, кроме одной маленькой девочки, спят. Основа — рассказы «Обряд дома Месгрейвов», «Три Гарридеба» и «Глория Скотт». Название эпизода совпадает с названием рассказа «Последнее дело Холмса» (в оригинале). |            |                                           |                 |                             |                |                                |

### Комментарии
1. ↑  Более корректный вариант перевода — «Падение Рейхенбаха».
2. ↑  Дословные варианты перевода — «Лгущий детектив», «Ложный детектив», «Лежачий детектив».